# Nghịch lý con quạ
Nghịch lý con quạ, hay còn gọi là Nghịch lý Hempel hay Con quạ của Hempel, là một nghịch lý xuất hiện khi tìm bằng chứng củng cố cho một phát biểu. Việc chúng ta quan sát thấy một vật thể không có màu đen và không phải là quạ có thể chính thức xem như củng cố khả năng mọi con quạ đều có màu đen – mặc dù về mặt cảm quan, hai vấn đề này không hề liên quan đến nhau. Thế còn con quạ bị bệnh bạch tạng thì sao?
Vấn đề này cho nhà lô-gíc học Carl Gustav Hempel đề xuất vào những năm 1940 khi minh họa cho sự mâu thuẫn giữa lập luận quy nạp và trực giác. Những vấn đề về suy luận và khoảng cách giữa lập luận quy nạp và suy diễn cũng có liên quan trong nghịch lý này.

## Nghịch lý
Hempel mô tả nghịch lý dưới dạng giả thuyết như sau:
(1) Tất cả quạ đều có màu đen.
Theo luật phản đảo của lôgic, mệnh đề trên tương đương với:
(2) Tất cả mọi thứ nếu không có màu đen thì không phải là quạ.
Cần nói rõ rằng trong tất cả mọi tình huống nếu (2) là đúng, thì (1) cũng đúng; và ngược lại, trong tất cả mọi tình huống nếu (2) sai (tức là khi chúng ta tưởng tượng tồn tại một thế giới không có màu đen, cũng không có loài quạ), thì (1) cũng sai.  Đây gọi là sự tương đương lôgic.
Khi chúng ta có mệnh đề tổng quát như tất cả quạ đều có màu đen, thì một mệnh đề tương tự để chỉ một đối tượng cụ thể thuộc nhóm tổng quát đó có thể xem là bằng chứng củng cố cho mệnh đề tổng quát. Ví dụ,
(3) Con quạ tôi đang nuôi có màu đen.
là một bằng chứng cụ thể củng cố cho giả thuyết tất cả quạ đều có màu đen.
Nghịch lý xuất hiện khi chúng ta áp dụng quy tắc tương tự cho mệnh đề (2). Khi nhìn thấy quả táo màu xanh, một người có thể phát biểu:
(4) Vật màu xanh này (tức là không phải màu đen) là một quả táo (tức là không phải là quạ).
Với cách suy luận hoàn toàn tương tự, phát biểu này là một bằng chứng cụ thể để củng cố (2) tất cả mọi thứ nếu không có màu đen thì không phải là quạ. Nhưng do phát biểu này như đã nói ở trên hoàn toàn tương đương về mặt lôgic với (1) tất cả quạ đều có màu đen, dẫn đến việc nhìn thấy một trái táo màu xanh là một bằng chứng cụ thể củng cố cho việc tất cả quạ đều có màu đen. Kết luận này có vẻ rất kỳ cục, vì nó ngụ ý rằng việc nhìn thấy một quả táo lại bổ sung thông tin về con quạ.